# 알파 인더스트리
알파 인더스트리(영어: Alpha Industries)는 1959년 미국 테네시주 녹스빌에서 설립된 의류 제조업체이다. 미군 스타일을 표방한 밀리터리 브랜드이며, 항공 재킷을 주로 판매한다.